# Interactive Data Language
L'Interactive Data Language, anche noto con la sigla IDL, è un linguaggio di programmazione specializzato nell'analisi di dati scientifici. È commercializzato dalla ITT Visual Information Solutions. I vantaggi principali sono la semplicità dell'ambiente di programmazione, la disponibilità di estese librerie integrate e la portabilità del codice. Gli svantaggi sono il costo elevato delle licenze e la velocità limitata delle applicazioni sviluppate.
La prima versione di IDL fu creata da David Stern mentre lavorava alla NASA sull'elaborazione di immagini provenienti dalle sonde del Programma Mariner. Nel 1981 fu fondata la Research System poi assorbita dalla ITT Visual Information Solutions e fu commercializzata la prima versione di IDL. Attualmente IDL è commercializzato da exelis.
L'ambiente di programmazione IDL è disponibile su varie piattaforme (Windows, Macintosh, Linux). Non utilizzando IDL un compilatore propriamente detto, le applicazioni IDL richiedono per essere eseguite una installazione IDL con relativa licenza. Dalla versione 6.0 è disponibile gratuitamente sul sito del produttore una Macchina virtuale IDL che consente l'uso delle applicazioni sviluppate anche su computer privi di licenza.
I campi di applicazione principali sono l'elaborazione di immagini astronomiche e mediche a fini di ricerca scientifica. Una estensione di IDL (Watsyn) che integra un server DICOM è utilizzata nelle stazioni di refertazione professionali in ambito TC ed MRI.
La sua sintassi è piuttosto simile a quella del più famoso MATLAB.